# اینستینکت (مجله)
اینستینکت (انگلیسی: Instinct) یک مجلات مردان منتشر شده در ایالات متحده است.